# Niccolò Gabburri

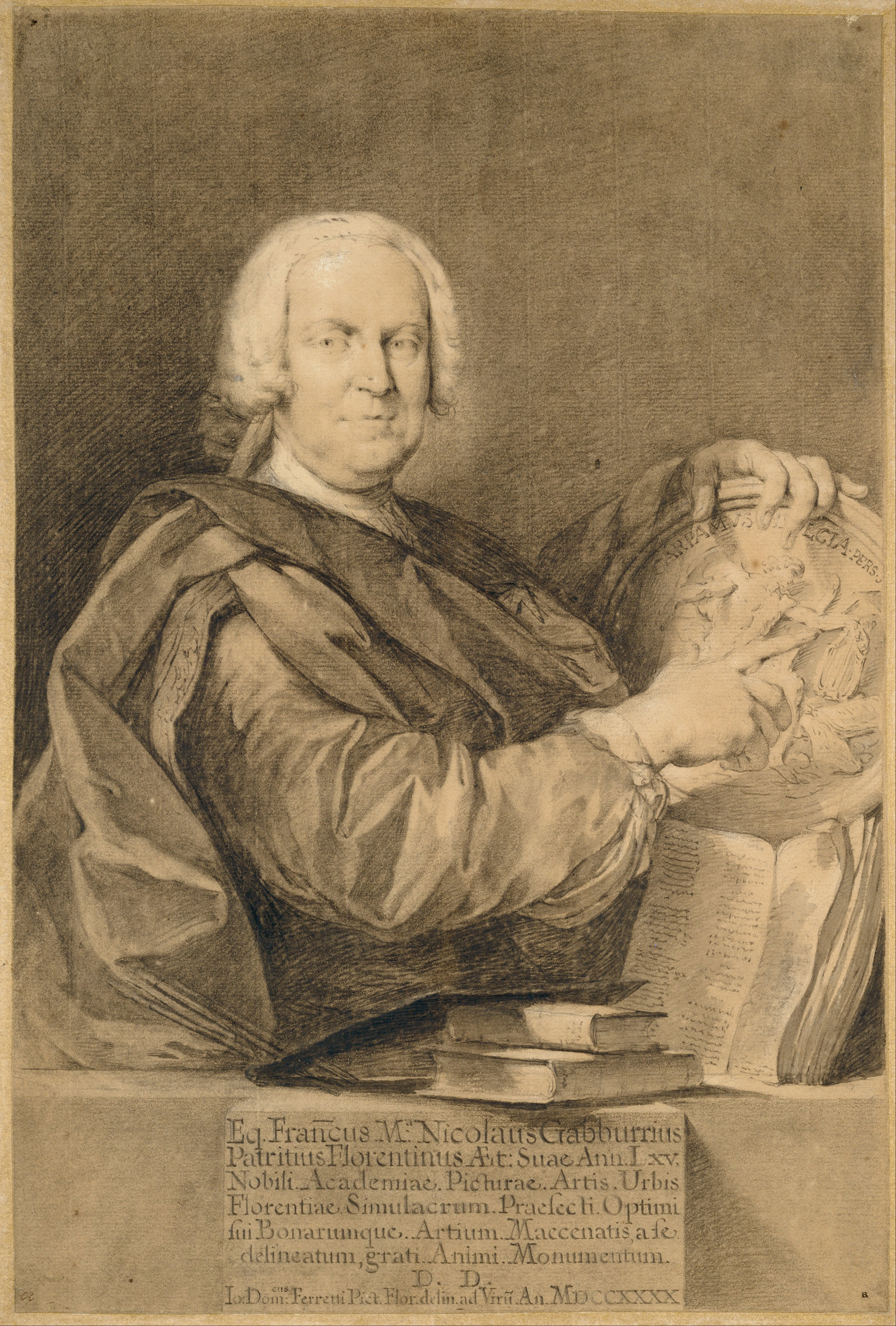
Giovanni Domenico Ferretti - Ritratto del Cavaliere Francesco Maria Niccolò Gabburri

Francesco Maria Niccolò Gabburri (Firenze, 1676 – Firenze, 1742) è stato uno storico dell'arte, collezionista e mecenate italiano.

## Biografia
Personalità importante della Firenze del XVIII secolo, nacque da un’agiata e illustre famiglia fiorentina. Entrato fin da giovane nella corte medicea rivestì numerose cariche diplomatiche divenendo uomo di fiducia del granduca Cosimo III. 
Fu cavaliere dell'Ordine di Santo Stefano, principe dell'Accademia della Crusca e luogotenente del granduca presso l’Accademia delle arti del disegno.
È conosciuto per aver scritto le Vite di pittori un dizionario enciclopedico che raccoglie le biografie di artisti dal duecento fino agli anni trenta del settecento, con aneddoti ed elenchi delle opere principali.